# Local technique

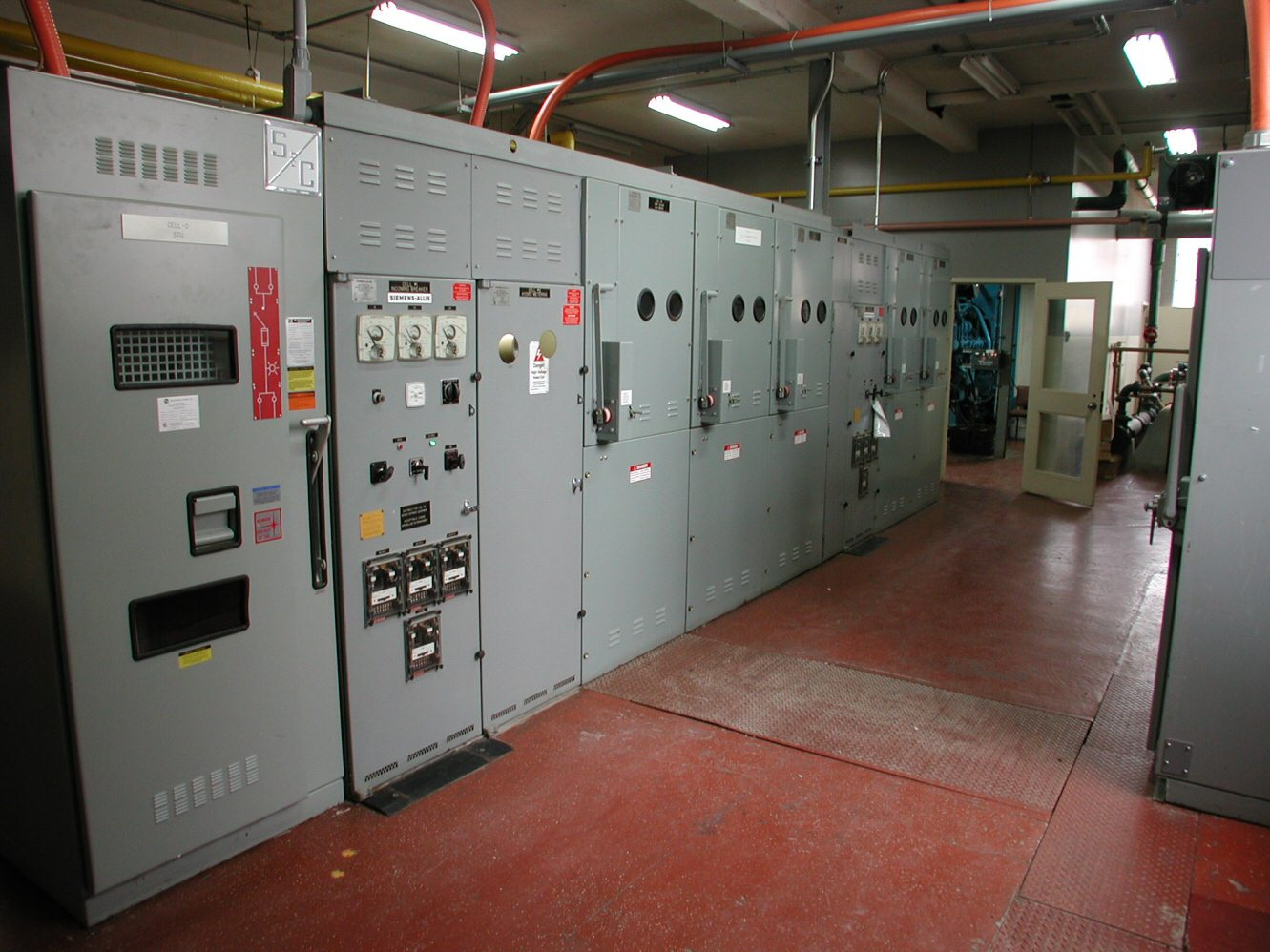
Local technique

Un local technique désigne toute partie d'un bâtiment destiné à abriter des éléments techniques (ascenseur, chaudière, climatiseur, commutateur téléphonique, VMC, etc.), mais aussi tout ce qui peut être relativement dangereux (tableau, fils et câbles électriques (fil de terre, électrique) ou qu'il faut modifier avec précaution (téléphonique, de télévision, internet, etc.) ainsi que les vannes et tuyaux (gaz, eau, etc.), les circuits et compteurs de gaz ou des fluides (gaz de ville, air comprimé, eau potable, eau chaude sanitaire, chauffage collectif, etc.) permettant le bon fonctionnement d'une maison ou d'un bâtiment. 

## Cas particuliers
La gaine technique fait partie des locaux techniques même si elle peut faire partie d'éléments cachés traversant la plupart des locaux d'un immeuble.
Un local technique peut être une annexe d'un bâtiment (local de filtration d'une piscine par exemple).
Dans une salle informatique le faux-plafond et le faux-plancher font partie des locaux techniques (abritant tout ce qui concerne l'alimentation électrique des appareils et la transmission de données mais aussi la climatisation de la salle et de tous les équipements qu'elle contient).

## Locaux techniques spécifiques
Certains locaux techniques peuvent être réservés à un usage spécifique tel que :
- le stockage du chlore[2];
- les locaux dédié aux ventilateur de désenfumage[3]